# Bentham & Hooker-systeem
Het Bentham & Hooker-systeem is een vroeg systeem voor plantenclassificatie. Het beperkt zich tot de zaadplanten en is gepubliceerd in: G. Bentham & J.D. Hooker (drie delen, 1862–1883) Genera plantarum ad exemplaria imprimis in herbariis kewensibus servata definita.
Het systeem kent de volgende hoofdgroepen:
- DICOTYLEDONES
  - POLYPETALÆ
    - Series 1. THALAMIFLORÆ
    - Series 2. DISCIFLORÆ
    - Series 3. CALYCIFLORÆ

  - GAMOPETALÆ
    - Series 1. INFERÆ
    - Series 2. HETEROMERÆ
    - Series 3. BICARPELLATÆ

  - MONOCHLAMYDEÆ
- GYMNOSPERMEÆ
- MONOCOTYLEDONES

Dit systeem is gepubliceerd vóór er internationaal geaccepteerde regels waren omtrent botanische nomenclatuur. Het duidt een familie aan met "ordo"; een orde wordt aangeduid met "cohors" (in de eerste twee delen) of met "series" (in het derde deel); in de eerste twee delen verwijst "series" naar een rang hoger dan orde. Uitgangen van namen waren niet wat ze nu horen te zijn. Geen van beide fenomenen levert een probleem op vanuit een nomenclaturaal perspectief: de ICBN voorziet hierin. 
| - DICOTYLEDONES - POLYPETALÆ - Series I THALAMIFLORÆ - Cohors I. RANALES - Cohors II. PARIETALES - Cohors III. POLYGALINÆ - Cohors IV. CARYOPHYLLINÆ - Cohors V. GUTTIFERALES - Cohors VI. MALVALES - Series II. DISCIFLORÆ - Cohors VII. GERANIALES - Cohors VIII. OLACALES - Cohors IX. CELASTRALES - Cohors X. SAPINDALES - Incertae sedis - Series III. CALYCIFLORÆ - Cohors XI. ROSALES - Cohors XII. MYRTALES - Cohors XIII. PASSIFLORALES - Cohors XIV. FICOIDALES - Cohors XV. UMBELLALES - GAMOPETALÆ - Series I. INFERÆ - Cohors I. RUBIALES - Cohors II. ASTERALES - Cohors III. CAMPANALES - Series II. HETEROMERÆ - Cohors IV. ERICALES - Cohors V. PRIMULALES - Cohors VI. EBENALES - Series III. BICARPELLATÆ - Cohors VII. GENTIANALES - Cohors VIII. POLEMONIALES - Cohors IX. PERSONALES - Cohors X. LAMIALES - incertae sedis - MONOCHLAMYDEÆ - Series I. Curvembryeæ - Series II. Multiovulatæ Aquaticæ - Series III. Multiovulatæ Terrestres - Series IV. Micrembryeæ - Series V. Daphnales - Series VI. Achlamydosporeæ - Series VII. Unisexuales - Series VIII. Ordines anomali (incertae sedis) - GYMNOSPERMEÆ - CLXIV. GNETACEÆ - CLXV. CONIFERÆ - CLXVI. CYCADACEÆ - MONOCOTYLEDONES - Series I. Microspermæ - Series II. Epigynæ - Series III. Coronarieæ - Series VI. Calycineæ - Series V. Nudifloreæ - Series VI. Apocarpæ - Series VII. Glumaceæ |